# 에이드리언 피터슨

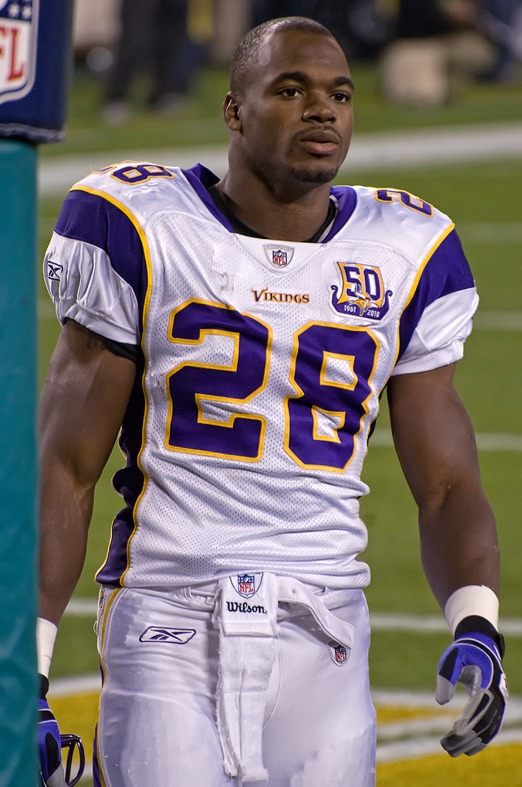
에이드리언 피터슨

에이드리언 루이스 피터슨(Adrian Lewis Peterson, 1985년 3월 21일 ~ )은 미국의 미식축구 선수이다.

## 논쟁
2014년 9월 12일, 피터슨은 당시 4세였던 아들의 정강이를 만들기 위해 나뭇가지를 사용한 혐의로 무분별한 아동 학대 스캔들의 대상이 된 것으로 밝혀졌다. 피터슨은 자신의 어린 시절에 이러한 유형의 처벌이 사용되었다고 주장했다. 피터슨의 아들이 익명의 사이트에 올라온 사진에는 아이 몸 곳곳에 자국과 상처가 남아 있다.
2014년 11월 4일, 피터슨은 무모한 아동 학대에 대해 어떠한 경쟁도 하지 않겠다고 주장하여 자신의 행위를 경범죄 혐의로 줄였다. 그는 보호관찰 1년, 벌금 4,000달러, 80시간의 사회봉사 명령을 받았다. 배심원이 평결을 내린 직후 NFL은 개인 행동 정책을 위반한 혐의로 피터슨을 2014년 남은 시즌 동안 무보수로 출전 정지시켰다. 리그의 커미셔너인 로저 구델은 사적인 편지를 통해 피터슨이 사건에 대해 공개하지 않았거나 어떤 수단으로든 진실을 밝히지 못했다고 질책했다. 사건이 발생한 지 4년이 지난 지금도 피터슨은 아들들을 징계하기 위해 벨트를 휘두르고 있다고 고백했다.